# Tuc der Ombrèr
El Tuc der Òmbrer es una montaña de los Pirineos de 2252 metros, situada en la comarca del Valle de Arán (provincia de Lérida).

## Descripción
El Tuc der Ombrèr está situado en el centro del Valle de Arán entre los municipios de Viella y Medio Arán y Alto Arán, se encuentra en el Monte de Garòs al igual que el Bonh de Garòs (2173 metros), al noreste del Tuc der Ombrèr a través de la Serra de Cuenques se llega al Tuc d'Arenho (2522 metros). Al norte se encuentra el valle del río Salient.